# Kostel svatého Antonína Paduánského (Prašivá)
Římskokatolický kostel svatého Antonína Paduánského je dřevěná stavba stojící na vrcholu Malé Prašivé (Prašivky) a významné poutní místo Těšínska. Byl postaven z prostředků hraběte Jiřího z Oppersdorfu jako dík za záchranu před rozzuřeným jelenem.

## Historie
Kostel byl vystavěn roku 1640 na náklady hraběte Jiřího z Oppersdorfu a zanedlouho po svém dokončení 5. srpna téhož roku byl zasvěcen svatému Ignáci z Loyoly, oblíbenému patronu hraběte. Kostel byl opatřen fundací ve výši 240 tolarů a stříbrným kalichem. Kostel na Malé Prašivé byl v této době filiálním kostelem farnosti Frýdecké, ačkoliv stál na území farnosti dobrozemské, které připadl až roku 1791 podepsáním smlouvy mezi frýdeckým farářem Karlem Josefem Šípem a dobrozemským Josefem Krupou. Patrocinium bylo změněno roku 1673 za Františka Eusebia z Oppersdorfu, neboť toho roku, 14. září, byl vysvěcen svatému Ignáci z Loyoly kostel na Borové v Malenovicích.
Kostel v Malé Prašivé se stal zanedlouho poutním místem, k němuž o odpustě směřovaly stovky lidí z celého Těšínska. V roce 1836 obyvatelé vesnice Vyšní Lhoty požádali, aby byl kostel rozebrán a přenesen do jejich vesnice, neboť svůj kostel neměli, ale dobrozemská farnost a obyvatelé okolních vesnic nesouhlasili. V letech 1842–1872 ve farnosti působil farář František Stáhala, který kostel opatřil tehdy neobvyklým bleskosvodem, neboť od blesku vzplála v roce 1862 věž kostela v Dobré). Zároveň nechal vymalovat a u těšínského malíře Wankeho zhotovit obraz svatého Antonína Paduánského. V době úřadování faráře Jana Kittricha byla položena nová dřevěná podlaha namísto dosavadní cihlové a pořízeny nové varhany nákladem těšínského řádu Alžbětinek, protože na odpusť měl přijet kardinál Jiří Kopp, kníže biskup vratislavský, který jel poprvé po novém ocelovém mostě nad Morávkou mezi Vyšními Lhotami a Raškovicemi, na který přispěl nemalou částkou a který až do svého zničení na konci druhé světové války nesl jeho jméno. Roku 1907 byla znova opravena věž, do níž byly vloženy drobné mince a listy popisující historii i dobovou opravou kostela.
Roku 1930 bylo sejmuto vnitřní obložení stěn, přičemž se zjistilo, že roubený plášť kostelíka je značně narušen hnilobou a lesním mravencem. Kostel byl restaurován pod vedením tesaře Josefa Volného, ve spolupráci s Františkem Kubošem a Janem Žvakem, a ještě téhož roku opraven. Došlo k zamalování původní malby provedené ještě farářem Stáhalou.
Po Mnichovské dohodě měl kostel náležet Polsku. Nejprve bylo ujednáno, že kostel zůstane Doberské farnosti, avšak Druhá polská republika si vynutila změnu hranic, která se dotkla i obce Morávky. Regionální tisk vyzval obyvatelstvo k poslední pouti ke svatému Antoníčkovi, která se konala v neděli 13. listopadu roku 1938. Po požehnání frýdeckého děkana Brablece pouť přerostla v protestní shromáždění proti polskému záboru nejen Prašivé. Druhý den byly veškeré cenné věci včetně varhan převezeny do kostela v Dobré. V červnu roku 1939 se tradiční pouť konala ve Vyšních Lhotách za hostincem, neboť poutníkům z protektorátu byla účast na poutích na Prašivce zakázána. Po obsazení Polska 1. září 1939 připadla Malá Prašivá i s kostelem Německé říši. V té době jej spravoval farář Jan Foldyna z Dobratic, které taktéž náležely do "Olzagebeitu". Roku 1940 bylo konání poutí na Prašivou definitivně zakázáno.
Na konci II. světové války, když Slezskem procházela fronta, byl kostel dne 4. května zasažen z Raškovic dvakrát dělostřeleckým granátem. Jeden prorazil stěnu vpravo u vchodu a roztříštil schody na pavlač, druhý proletěl štítem a vyrazil střechou. Oprava proběhla rychle, a tak se pouť na Malé Prašivé po 5 letech konala znova. V 50. letech 20. století byly zakázány venkovní bohoslužby. Kostel byl ještě několikrát opravován. V nedávné době prošel rekonstrukcí.

## Architektura
Kostel má jednoduchou konstrukci. Na obdélnou loď, sroubenou z mohutných jedlových trámů navazuje mírně odsazený trojboký presbytář. Nad trojúhelníkovým štítem je osazena malá věžička, která je mladšího data. Do poškození v době II. světové války nebyla jehlancovitá, ale cibulovitá. Celá stavba je pobita šindelem, aby byla chráněna před nepříznivými povětrnostními vlivy, poprvé se tak stalo roku 1753. Sakristie a kruchta byly přistavěny roku 1772, roku 1779 pak kazatelna. Varhany byly zakoupeny roku 1801.

## Věž
Věž byla přistavěna v roce 1860 v rámci úprav kostela. Při instalaci bleskosvodu v roce 1862 byl pořízen zvon. Další oprava věže proběhla v roce 1909, 1945 a 1975. V letech 2001 až 2005 byl kostel opraven, v roce 2006 postavena nová věžička. Ve věži je bronzový zvon o průměru 36 cm a výšce 30 cm.